# Le Monde Illustré
Le Monde Illustré fue una revista ilustrada francesa de actualidades del siglo XIX. Muchos de sus dibujos, sumamente realistas, en realidad fueron hechos a partir de fotografías, cuando la reproducción fotográfica en la impresión no era técnicamente factible.
Le Monde Illustré publicó números entre 1857 y 1948, año en que se fusionó con France illustration. La revista tuvo un periodo de inactividad entre agosto de 1914 y el 8 de mayo de 1915. Fue del mismo tamaño que la revista L'Illustration y no poseía suplemento.
La publicación contó con la colaboración de autores y artistas tales como Alexandre Dumas, Théophile Gautier, George Sand, Paul Féval, Gustave Doré o Cham, entre otros. Le Monde Illustré era similar a Illustrated London News.

## Grabadosylitografías

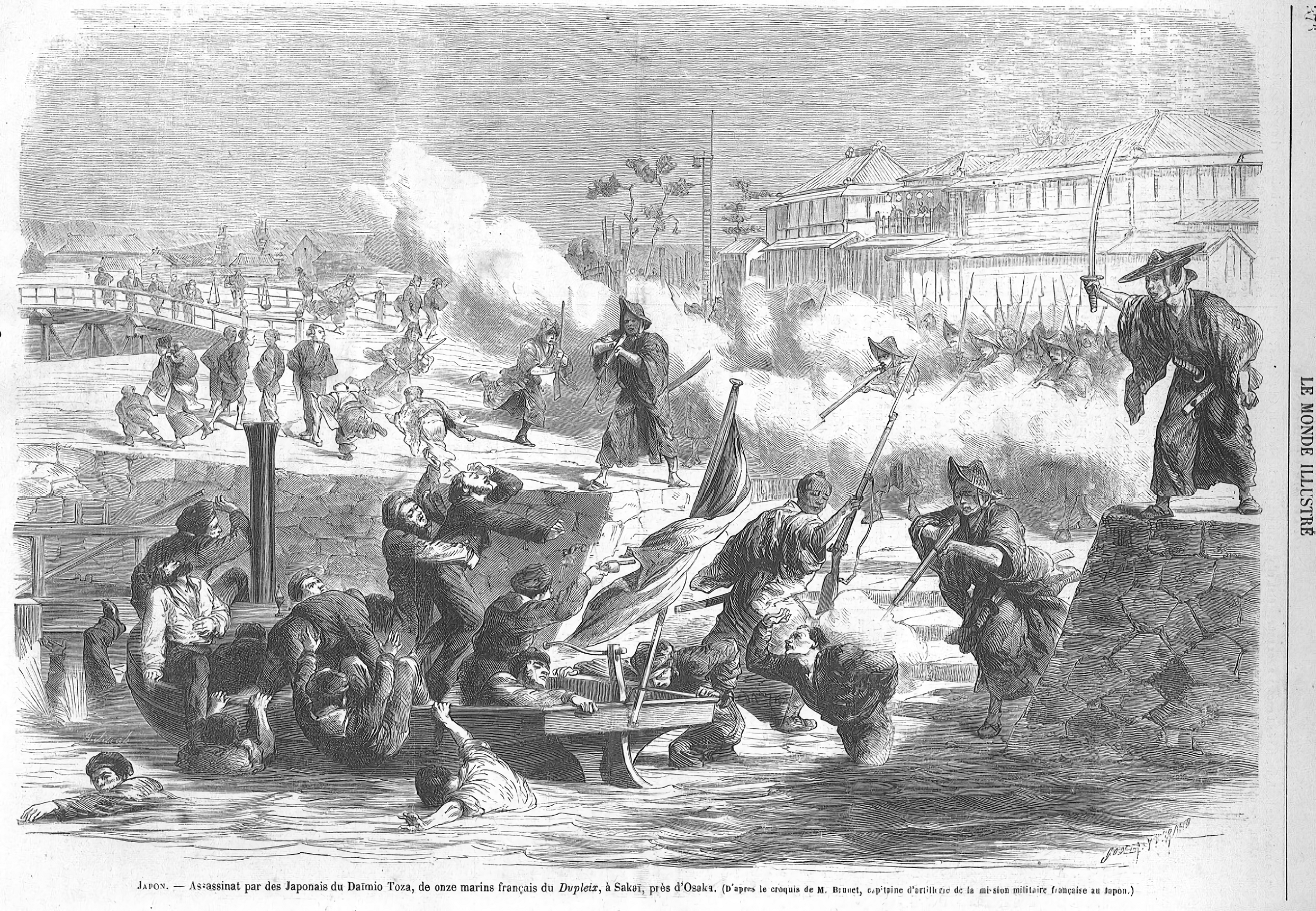
Incidente de Sakai, Japón (堺事件). Le Monde Illustré, 1868.
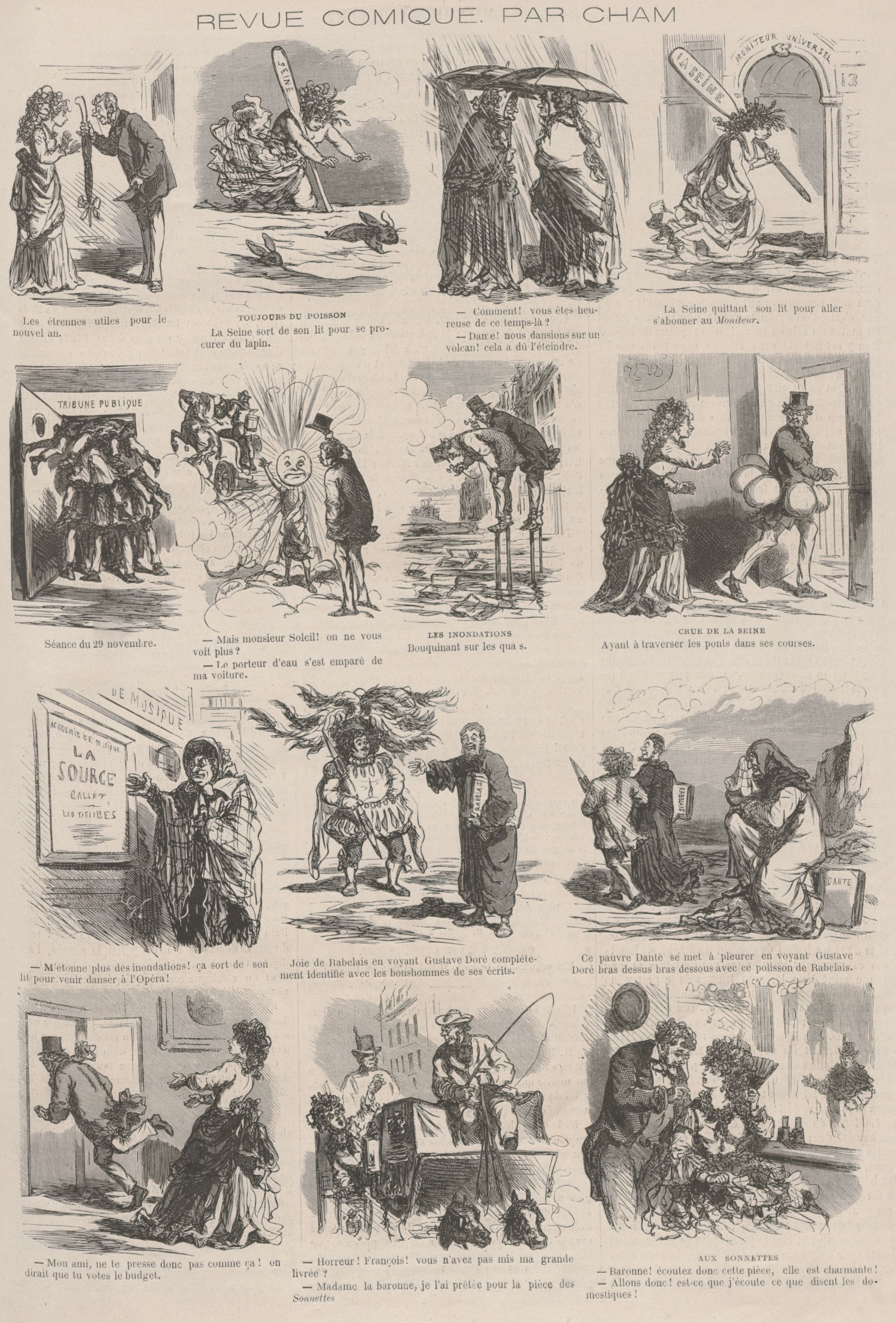
Tira cómica de Cham, 1873.
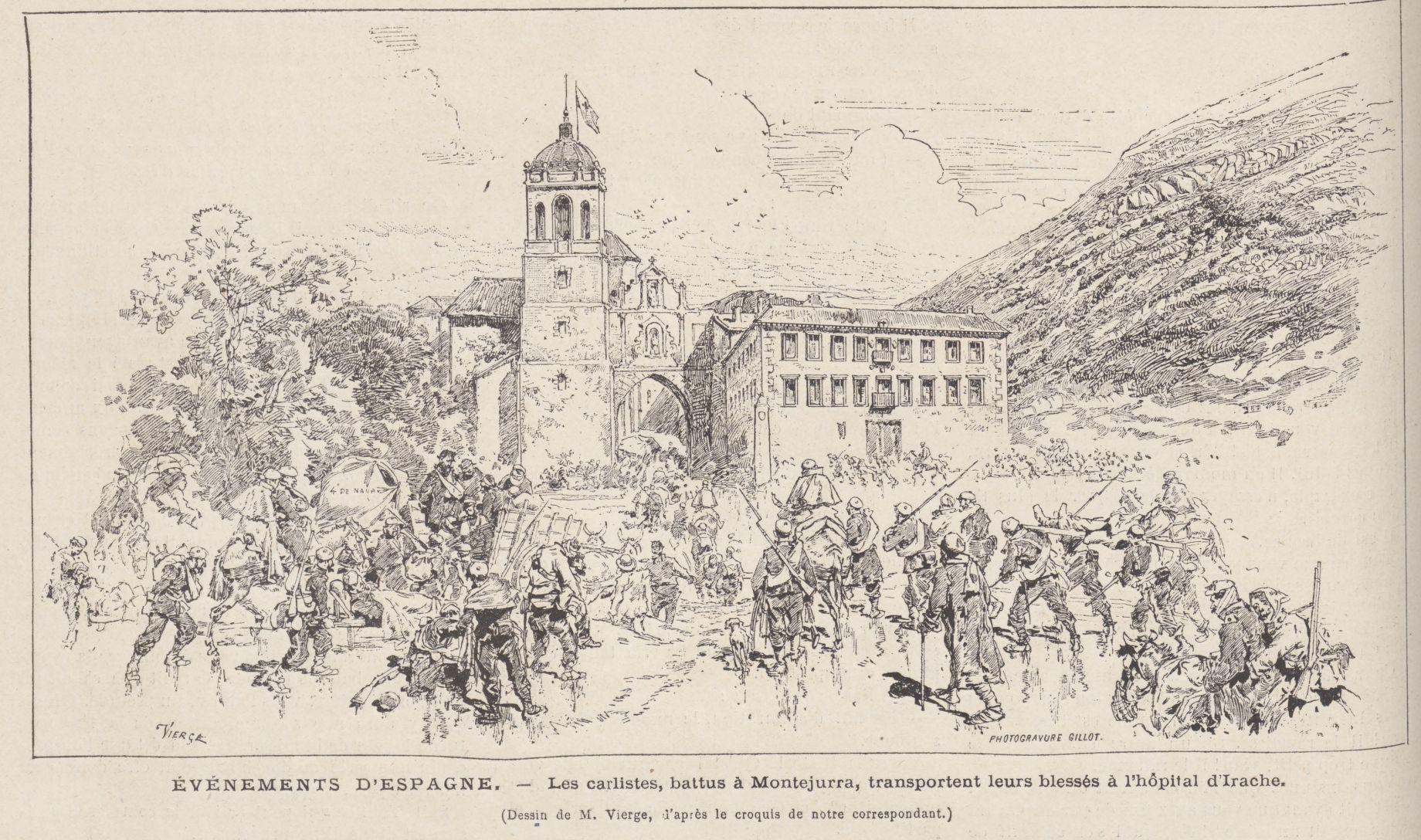
Ilustración de Daniel Urrabieta Vierge de la Tercera Guerra Carlista, 1876.
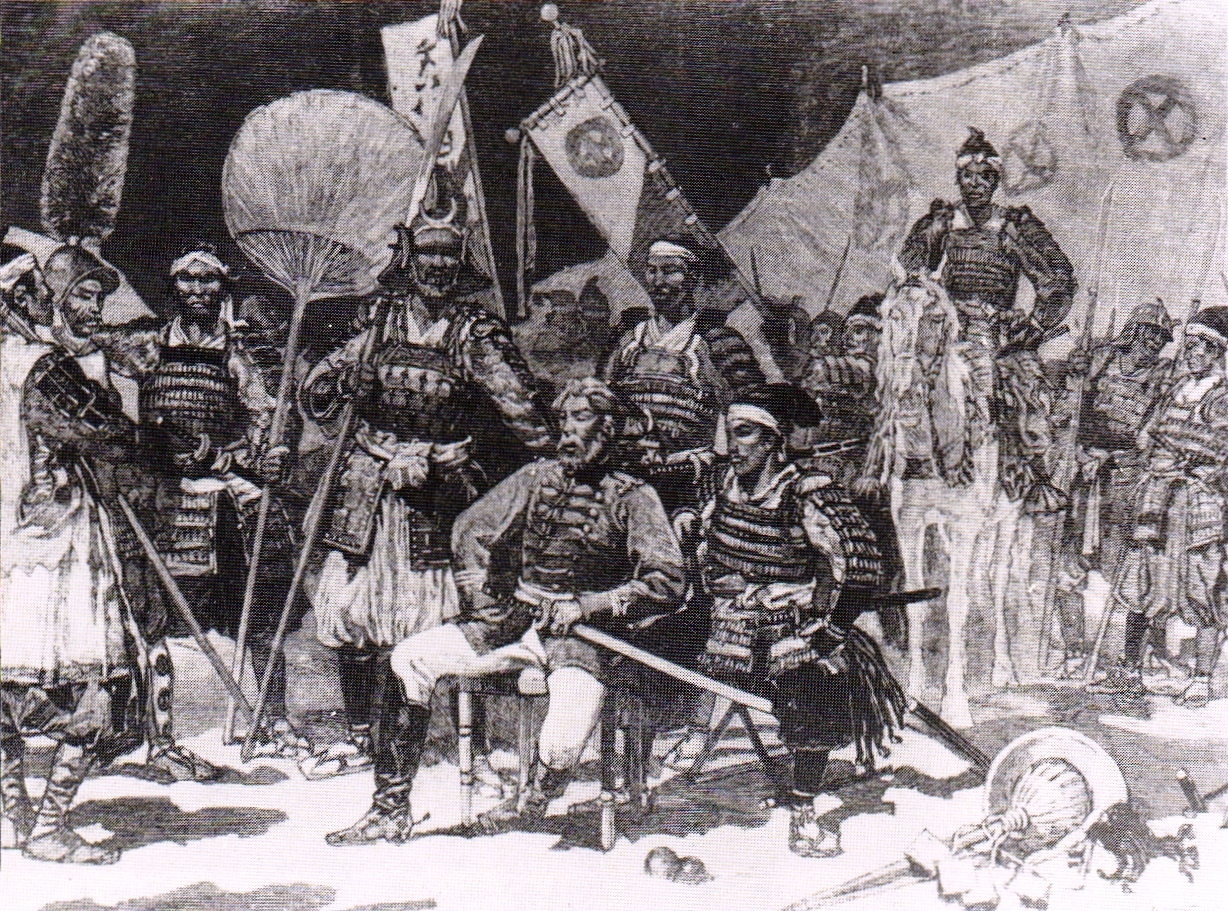
Saigo Takamori. Artículo en Le Monde Illustré, 1877.
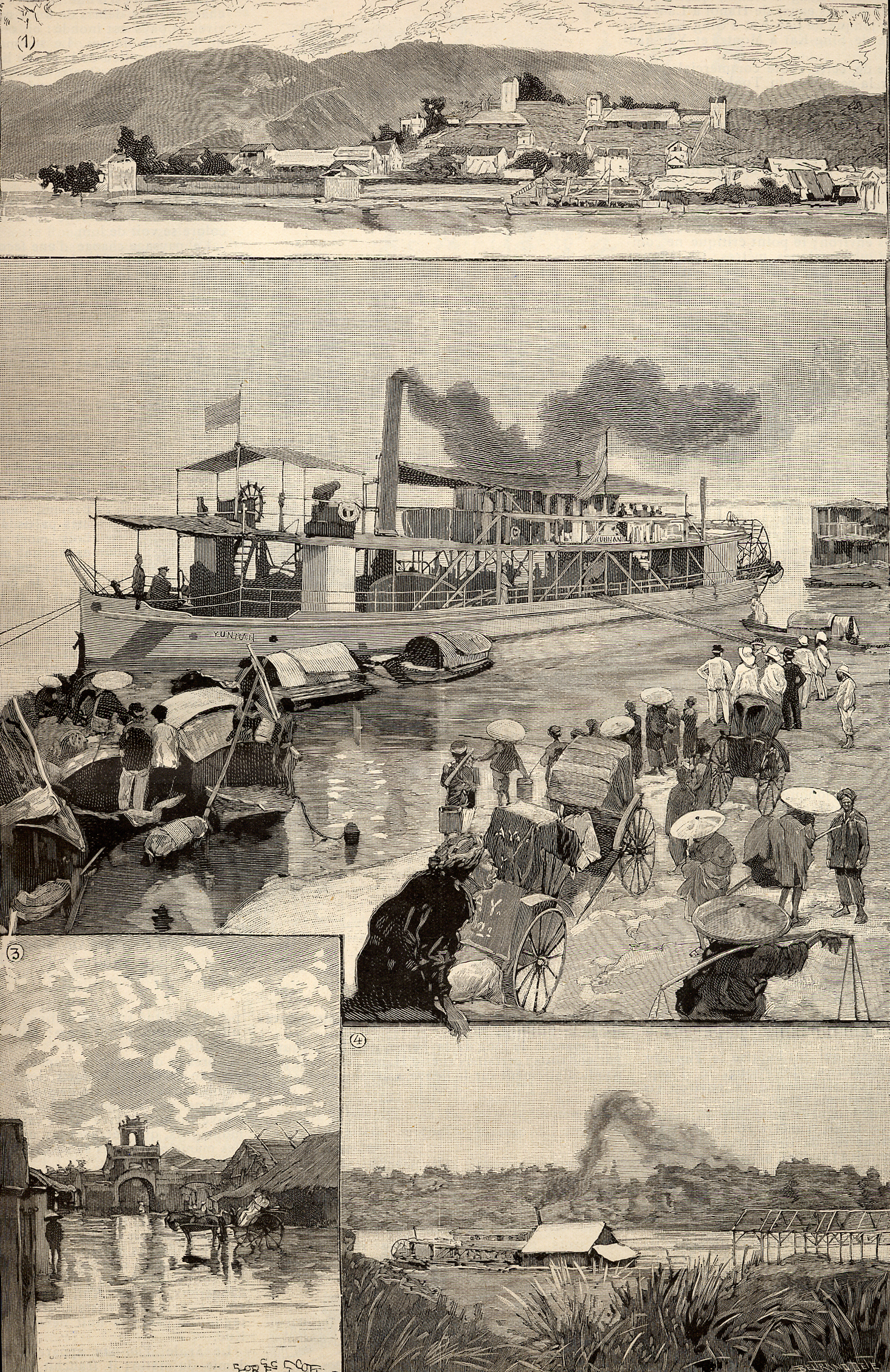
Colonias francesas en 1891. 1. Panorama de Lac-Kaï, en la actual China. 2. Yun-nan, en Hanoi. 3. Calles de Hanoi. 4. Hanoi